# Arenaria conimbricensis
Arenaria conimbricensis är en nejlikväxtart. Arenaria conimbricensis ingår i släktet narvar, och familjen nejlikväxter.

## Underarter
Arten delas in i följande underarter:
- A. c. conimbricensis
- A. c. viridis

## Bildgalleri

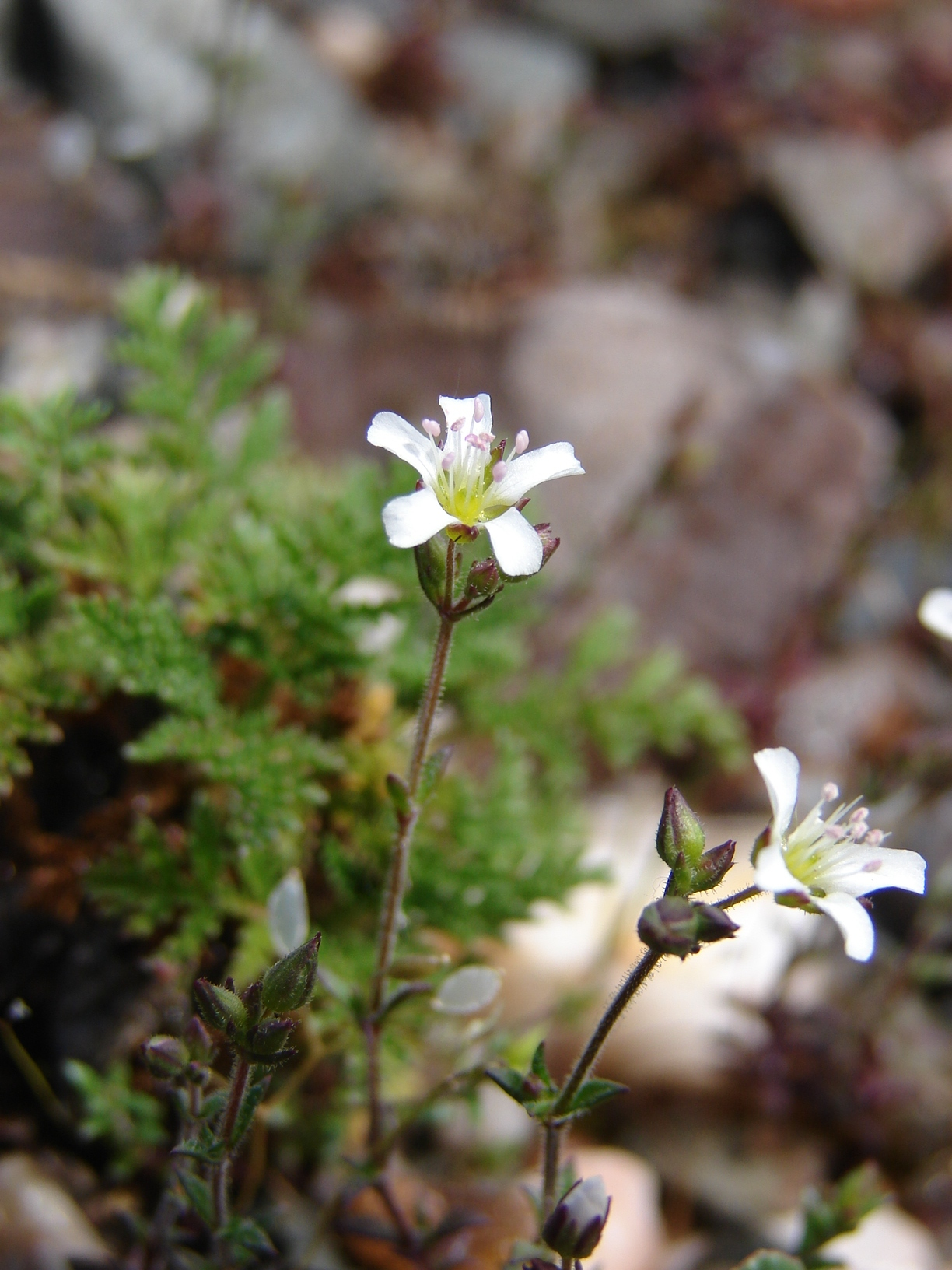